# Geranium chinense
Geranium chinense là một loài thực vật có hoa trong họ Mỏ hạc. Loài này được Migo mô tả khoa học đầu tiên năm 1935.